# Callygris formosana
Callygris formosana là một loài bướm đêm trong họ Geometridae.